# Arne Dokken
Arne Dokken (Drammen, 27 agosto 1955) è un allenatore di calcio, dirigente sportivo ed ex calciatore norvegese, di ruolo attaccante.

## Biografia
È il padre di Kenneth Dokken.

## Carriera

### Giocatore

#### Club
Dokken iniziò la carriera nelle giovanili dell'Åssiden e si trasferì allo Strømsgodset da diciannovenne. Nel 1975 diventò capocannoniere della 1. divisjon e continuò poi la carriera con il Lillestrøm, con cui vinse la Coppa di Norvegia 1978 e il campionato 1981. Diventò professionista con la maglia del Panathinaikos e giocò anche in prestito all'Apollon Smyrnis. Terminò la carriera in patria, vestendo la maglia del Rosenborg.

#### Nazionale
Dokken giocò 24 partite per la Norvegia, con 2 reti all'attivo. Esordì il 28 agosto 1975, nella sconfitta per 3-1 contro l'Unione Sovietica. Il 21 agosto 1980 siglò la prima rete, nel 6-1 imposto alla Finlandia.

### Dopo il ritiro
Al termine dell'attività agonistica, Dokken fu direttore sportivo al Rosenborg e al Lyn Oslo. Dal 1996 al 1998, guidò l'Åssiden. Fu poi allenatore dello Strømsgodset e nuovamente direttore sportivo, ma al Sandefjord. Guidò lo stesso Sandefjord come allenatore nel 2004, prima di tornare a fare il dirigente allo Hønefoss e nuovamente al Sandefjord. Il 6 agosto 2014, diventò il nuovo allenatore dell'Asker.

## Palmarès

### Giocatore

#### Club

##### Competizioni nazionali
- Coppa di Norvegia: 2

Lillestrøm: 1978, 1981
- Campionato norvegese: 1

Lillestrøm: 1981
- Coppa di Grecia: 1

Panathinaikos: 1981-1982

### Allenatore

#### Club

##### Competizioni nazionali
- Campionato norvegese: 1

Rosenborg: 1985